# Malaconotus lagdeni
Malaconotus lagdeni е вид птица от семейство Malaconotidae. Видът е почти застрашен от изчезване.

## Разпространение
Видът е разпространен в Гана, Демократична република Конго, Кот д'Ивоар, Либерия, Руанда, Сиера Леоне и Уганда.